# Rüdiger Möller
Rüdiger Möller (* 23. September 1962 in Kiel; † 27. November 2020 in München) war ein deutscher Landesbeamter. Er war von 2006 bis 2011 Staatssekretär im Wirtschaftsministerium des Landes Mecklenburg-Vorpommern. Von 14. November 2011 bis 2016 war er Dienststellenleiter bei der Landesvertretung von Mecklenburg-Vorpommern in Berlin.

## Leben und Beruf
Nach dem 1982 abgelegten Abitur studierte Möller zunächst bis 1984 Rechtswissenschaften. Von 1984 bis 1991 studierte er Politische Wissenschaft, Mittlere und Neuere Geschichte und schloss mit dem Magister Artium ab.
Von 1991 bis 1993 war er bei der Gesellschaft für berufliche und politische Bildung in Dömitz tätig, dann wechselte er in den Dienst der CDU-Landtagsfraktion in Mecklenburg-Vorpommern. Ab 2001 arbeitete er in der Mobilfunkbranche, zunächst bis 2003 bei Mobilcom, danach bis zu seiner Ernennung zum Staatssekretär und Eintritt in den Öffentlichen Dienst bei T-Mobile Deutschland.
Rüdiger Möller war verheiratet. Er verstarb im November 2020 nach langer und schwerer Krankheit.

## Politische Ämter

### Staatssekretär (2006–2011)
Am 7. November 2006 wurde Möller zum Staatssekretär im von Jürgen Seidel (CDU) geführten Ministerium für Wirtschaft, Arbeit und Tourismus von Mecklenburg-Vorpommern ernannt. Vom 25. Oktober 2011 bis 14. November 2011 war er Staatssekretär im vom Harry Glawe (CDU) geführten Ministerium für Wirtschaft, Bau und Tourismus. Möller wurde im Zusammenhang mit seiner Tätigkeit als Staatssekretär vor dem Untersuchungsausschuss P+S Werften des Landtags Mecklenburg-Vorpommern als Zeuge vernommen.

### Dienststellenleiter Landesvertretung MV in Berlin (2011 bis 2016)
Danach wechselte Möller als Dienststellenleiter von 2011 bis 2016 zur Landesvertretung in Berlin. Diese Funktion nahm bis zur Landtagswahl 2011 die ehemalige Landtagsabgeordnete Kerstin Fiedler-Wilhelm wahr. 2017 löste Ilka Lochner ihn als Dienststellenleiterin ab. Möller wechselte ins Ministerium für Inneres und Europa von Mecklenburg-Vorpommern.